# Денвер-Сіті (Техас)
Денвер-Сіті (англ. Denver City) — місто (англ. town) в США, в окрузі Йохум штату Техас. Населення — 4470 осіб (2020).

## Географія
Денвер-Сіті розташований за координатами 32°58′5″ пн. ш. 102°49′55″ зх. д. / 32.96806° пн. ш. 102.83194° зх. д. (32.968042, -102.831879).  За даними Бюро перепису населення США в 2010 році місто мало площу 6,49 км², уся площа — суходіл.

### Клімат
| Клімат : Денвер-Сіті     | Клімат : Денвер-Сіті | Клімат : Денвер-Сіті | Клімат : Денвер-Сіті | Клімат : Денвер-Сіті | Клімат : Денвер-Сіті | Клімат : Денвер-Сіті | Клімат : Денвер-Сіті | Клімат : Денвер-Сіті | Клімат : Денвер-Сіті | Клімат : Денвер-Сіті | Клімат : Денвер-Сіті | Клімат : Денвер-Сіті | Клімат : Денвер-Сіті |
| Показник                 | Січ.                 | Лют.                 | Бер.                 | Квіт.                | Трав.                | Черв.                | Лип.                 | Серп.                | Вер.                 | Жовт.                | Лист.                | Груд.                | Рік                  |
| Середній максимум, °C    | 13,3                 | 15,6                 | 20,0                 | 24,4                 | 28,9                 | 32,2                 | 32,8                 | 32,8                 | 28,9                 | 24,4                 | 18,3                 | 13,3                 | 23,8                 |
| Середній мінімум, °C     | −2,8                 | −0,6                 | 2,2                  | 6,7                  | 11,7                 | 16,7                 | 18,9                 | 18,3                 | 14,4                 | 8,3                  | 2,2                  | −2,2                 | 7,8                  |
| Норма опадів, мм         | 19                   | 24                   | 23                   | 30                   | 58                   | 57                   | 53                   | 66                   | 71                   | 43                   | 24                   | 20                   | 488                  |
| ------------------------ | -------------------- | -------------------- | -------------------- | -------------------- | -------------------- | -------------------- | -------------------- | -------------------- | -------------------- | -------------------- | -------------------- | -------------------- | -------------------- |
| Джерело: US Climate Data |                      |                      |                      |                      |                      |                      |                      |                      |                      |                      |                      |                      |                      |

## Демографія
Згідно з переписом 2010 року, у місті мешкало 4479 осіб у 1497 домогосподарствах у складі 1192 родин. Густота населення становила 691 особа/км².  Було 1635 помешкань (252/км²).
Расовий склад населення:
| - 70,5 % — білих - 1,3 % — чорних або афроамериканців - 1,0 % — корінних американців - 0,6 % — азіатів - 24,0 % — осіб інших рас |

До двох чи більше рас належало 2,5 %. Частка іспаномовних становила 63,3 % від усіх жителів.
За віковим діапазоном населення розподілялося таким чином: 31,5 % — особи молодші 18 років, 57,1 % — особи у віці 18—64 років, 11,4 % — особи у віці 65 років та старші. Медіана віку мешканця становила 32,2 року. На 100 осіб жіночої статі у місті припадало 96,1 чоловіків;  на 100 жінок у віці від 18 років та старших — 94,9 чоловіків також старших 18 років.
Середній дохід на одне домашнє господарство  становив 60 715 доларів США (медіана — 47 706), а середній дохід на одну сім'ю — 70 177 доларів (медіана — 61 875). Медіана доходів становила 51 329 доларів для чоловіків та 26 680 доларів для жінок. За межею бідності перебувало 15,0 % осіб, у тому числі 17,6 % дітей у віці до 18 років та 30,1 % осіб у віці 65 років та старших.
Цивільне працевлаштоване населення становило 1937 осіб. Основні галузі зайнятості: сільське господарство, лісництво, риболовля — 31,2 %, освіта, охорона здоров'я та соціальна допомога — 17,0 %, транспорт — 11,4 %, роздрібна торгівля — 9,1 %.